# D-Von Dudley
Devon Hughes (né le 1er août 1972 à Nouvelle-Rochelle à New York) est un catcheur américain, plus connu pour ses apparitions à la Extreme Championship Wrestling et World Wrestling Entertainment en tant que D-Von Dudley. Il a également fait partie de la Total Nonstop Action Wrestling sous le nom Devon en tant qu'ancien membre des Aces & Eights.
Il est quasi exclusivement connu pour son travail au sein de l'équipe mythique Dudley Boyz, qu'il forme avec son ami Brother Ray. Ensemble, ils ont remporté 23 titres mondiaux par équipe, le record pour une équipe mais aussi pour un catcheur individuel (en cas de multiples victoires avec des partenaires différents).

## Carrière
Hughes fut entraîné par Johnny Rodz et débuta le catch en décembre 1991 sur la Côte Est des États-Unis dans le circuit indépendant en tant que A-Train. Il engagea une dispute
avec Latin Lover (en) qui se poursuivit dans différentes fédérations.

### Extreme Championship Wrestling (1996-1999)

#### Dudley Family (1996-1999)
Le 13 avril 1996, Hughes débutait à la Extreme Championship Wrestling en tant que D-Von Dudley (parfois écrit D'Von ou Devon). Il rivalisait avec les autres membres de la Dudley family ses demi-frères. Hughes éliminait Dances With Dudley, Dudley Dudley, et Chubby Dudley avant de joindre ses forces a Buh Buh Ray, Big Dick, Sign Guy Dudley, et Joel Gertner. Connus collectivement comme les Dudley Boyz, Buh Buh Ray et D-Von dominaient la division par équipe de la ECW, remportant le ECW World Tag Team Championship à huit reprises, un record, en battant quatre grandes équipes de la ECW : The Public Enemy, The Eliminators, The Gangstas, et Sabu et Rob Van Dam. Buh Buh Ray, D-Von, et Gertner ont tous acquis leur renommée pour leurs interviews vitrioliques, qui antagonisait la foule au point de l'amener à faire une émeute.

### World Wrestling Federation/Entertainment (1999-2005)

#### Dudley Boys (1999-2005)
En 1999, Buh Buh Ray et D-Von quittaient la ECW après une dispute au sujet de leur paye pour rejoindre la World Wrestling Federation, où Buh Buh Ray était renommé Bubba Ray Dudley. En 2000 et 2001, les Dudley Boyz s'engageaient dans une dispute à trois pour le WWF World Tag Team Championship avec The Hardy Boyz et Edge et Christian. La dispute incorporait deux Tables, Ladders and Chairs (TLC) matches, le premier à SummerSlam 2000 et le second à WrestleMania X-Seven. Ils étaient initialement heels, bien que des heels populaires, et étaient connus pour le penchant de Bubba Ray à mener des femmes (notamment Terri Runnels et Mae Young) à travers une table. Les Dudley Boyz devenaient faces plus tard en 2000. Début 2001, ils étaient joints à la WWF par Spike Dudley. Spike faisait tout de suite un impact, aidant ses frères à remporter les titres par équipe de la WWF dès ses débuts, et étant le renfort des Dudleyz dans le TLC match de WrestleMania X-Seven.
À la mi-2001, les Dudley Boyz faisaient leur second passage en heel en se joignant à l'Alliance, un clan massif constitué d'anciennes superstars de la ECW et WCW, emmenés par Shane McMahon et Stephanie McMahon-Helmsley, qui tentaient de prendre l'emprise sur la WWF. La ECW-WCW invasion prenait fin aux Survivor Series 2001, quand cinq catcheurs de la WWF battaient cinq membres de l'Alliance dans un match pour déterminer la propriété de la WWF. L'Alliance était dissoute et ses membres quittaient la WWF, mais les Dudley Boyz conservaient leur jobs comme ils détenaient le WWF World Tag Team Championship, qu'ils ont unifiés avec le WCW World Tag Team Championship aux Survivor Series. Ils devenaient une fois de plus faces.
Après WrestleMania X8, en mai 2002 la WWF était renommée World Wrestling Entertainment (WWE) et le roster était divisé en deux divisions, RAW et SmackDown. Les Dudley Boyz étaient séparés quand Bubba Ray était choisi par RAW et D-Von par SmackDown!.  À SmackDown!, D-Von adoptait le personnage de Reverend D-Von, un prêtre corrompu qui était accompagné de son enforcer, Deacon Bautista. Cependant, le personnage de D'Von a échoué et n'a pas eu le succès escompté, il était donc de ce fait réuni avec Bubba Ray et Spike le 17 novembre 2002 quand il retournait à la division RAW.
Les Dudley Boyz devenaient un clan à RAW dans la division par équipe pendant les seize mois suivants, rivalisant avec des équipes comme 3-Minute Warning, La Résistance, et différentes combinaisons des Un-Americans. Ils détenaient le WWE World Tag Team Championship 8 fois pendant longtemps avant d'être draftés (avec Booker T) à SmackDown! le 22 mars 2004 en échange de Triple H.
Peu de temps après leur arrivée à SmackDown!, les Dudley Boyz devenaient heel une fois de plus, se mettant du côté de Paul Heyman et rivalisants avec Rob Van Dam et Rey Mysterio. Le 27 mai 2004 les Dudley Boyz kidnappaient Paul Bearer, le manager de l'ennemi d'Heyman, The Undertaker. Le 27 juin 2004 à The Great American Bash, The Undertaker battait les Dudley Boyz dans un handicap match. En juillet 2004, les Dudley Boyz se réunissaient avec Spike. Pour le reste de l'année, ils aidaient Spike dans ses matchs pour le WWE Cruiserweight Championship et se tournaient sans succès vers le WWE Tag Team Championship. Début 2005, les Dudley Boyz étaient retirés des écrans de la WWE et envoyés à la Ohio Valley Wrestling.
Les Dudley Boyz retournaient à la WWE en juin 2005 pour promouvoir ECW One Night Stand, un show de réunion de la ECW. Dans les semaines précédentes One Night Stand ils, aux côtés de plusieurs anciens de la ECW, s'opposaient à l'ancien Président de la WCW Eric Bischoff et ses « croisés anti hardcore ». À One Night Stand le 12 juin 2005, les Dudley Boyz battaient Tommy Dreamer et The Sandman dans le main-event de la soirée après avoir fait passer Dreamer à travers une table enflammée.
Le 6 juillet 2005, la WWE annonçait qu'elle n'a pas choisie de négocier un renouvellement des contrats des Dudley Boyz. En plus, seize autres catcheurs (incluant Spike) étaient renvoyés de la WWE, ce qui était le résultat de coupure de budget. En août 2005, les trois anciens membres des Dudleys ont reçu une note leur signifiant qu'ils n'avaient légalement pas le droit d'utiliser le nom Dudley (marque déposée de la WWE). Ceci amenait la tension entre les désormais anciens Dudleys et leurs anciens employés, comme ils ont toujours utilisés ce nom depuis 1996, plusieurs années avant que la propriété intellectuelle de la ECW soit acquise par la WWE à la suite des procédés de faillite. Peu de temps après, Lamonica et Hughes annonçaient qu'ils engageaient une poursuite légale envers la WWE.

### Total Nonstop Action Wrestling (2005-2013)

#### Team 3D (2005-2010)

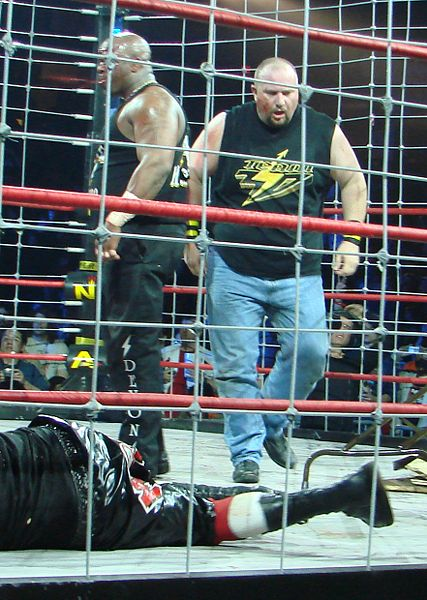
Team 3D à la TNA lors de TNA Lockdown en 2007.

Ne pouvant plus utiliser le nom Bubba Ray Dudley, LoMonaco adoptait (et faisait déposer)le nom de ring Brother Ray Deadly (parfois abrégé B.R.D.), alors que Hughes devenait Brother Devon Deadly. L'équipe a aussi déposée les noms The Deadly Brothers et Deadly Death Drop. En août et septembre 2005, Ray et Devon faisaient plusieurs apparitions sur le circuit indépendant, notamment pour Hardcore Homecoming, un show de réunion non officiel de la ECW organisé par l'ancien membre Shane Douglas, un fervent critique de la WWE et de son Président Vince McMahon. Le 21 septembre 2005, il était annoncé qu'ils ont signé un contrat de plusieurs années avec la Total Nonstop Action Wrestling, la deuxième plus grosse fédération américaine (après la WWE).
Ray et Devon débutaient en TNA le 1er octobre 2005 à TNA iMPACT! - dans la première édition de iMPACT! à être diffusée sur Spike TV en première partie de soirée. Ils étaient identifiés respectivement comme Brother Ray et Brother Devon (le suffix « Deadly » ayant apparemment été abandonné) et collectivement en tant que Team 3D. Team 3D s'établissait rapidement en faces en confrontant les heels comme le NWA World Heavyweight Champion Jeff Jarrett et ses alliés, les NWA World Tag Team Champions, America's Most Wanted (AMW). Team 3D battait AMW dans des pay-per-views en novembre et décembre 2005, mais finissaient par perdre contre eux un match pour les titres à TNA Final Resolution le 15 janvier 2006 à cause d'une intervention de Team Canada.
Ray et Devon continuent leur dispute avec America's Most Wanted et Team Canada pendant les moins suivants. Le 13 avril 2006 à iMPACT!, une tentative d'embuscade de Team Canada était empêchée par le débutant Spike Dudley, identifié désormais comme Brother Runt. L'équipe rivalisait avec The James Gang, et le Latin American Exchange (LAX). Ils avaient plusieurs batailles avec LAX jusqu'à remporter le NWA World Tag Team Championship des LAX à Lockdown dans un steel cage match « électrifié ».
Lors de la fin de l'entente entre la TNA et la NWA, Ray et D-Von se sont fait retirer le NWA Tag Team Championship et remettre le TNA World Tag Team Championship en compensation. Ils défendaient avec succès ces ceintures contre Road Warrior Animal et Rick Steiner à Slammiversary.
Après un match à iMPACT pour déterminer des adversaires, Ray faisait l'affiche de Victory Road avec son partenaire dans un match of champions contre le TNA World Champion Kurt Angle et le X Division Champion Samoa Joe. Ce show marquait la quatrième chance pour un titre mondial de LoMonaco dans une troisième fédération différente (il a auparavant défié Tazz pour le titre ECW en 1999, Kurt Angle pour le titre WWF en 2000, et Triple H pour le World Heavyweight Championship en 2002). À Victory Road 2007, Ray et D-Von perdaient leur match, et les titres par équipe de la TNA, contre Angle et Joe, bien que seul Joe prenait le contrôle des titres comme c'est lui qui a réalisé le tombé.

#### Carrière en Solo (2010-2011)
Ray effectue un heel turn en l'attaquant le 11 novembre 2010. Il bat par disqualification, son ancienne partenaire par équipe Brother Ray à TNA Genesis 2011, après que ce dernier l'a agressé avec une épée. Il perd a Against All Odds (2011) face à Bully Ray. Lors de Victory Road, il aide Tommy Dreamer à battre Bully Ray, en faisant passer ce dernier à travers une table avec le 3D (exécuter par Devon et Tommy Dreamer).
Le 24 mars a Impact! Hernandez et Esteban battent Matt Morgan et Brother Devon. Mais le 14 avril lors d'Impact!, lui et Tommy Dreamer perdent encore contre Mexican America car ils ont utilisé une chaise pour triché. À Lockdown 2011, il bat Anaquia. Lors de Impact Wrestling du 16 juin, Devon defait Hernandez. Il est qualifié pour les Bound for Glory Series le 16 juin, lors de Impact Wrestling. Il bat Samoa Joe lors de Impact Wrestling du 30 juin pour un match Bound for Glory Series. Le 7 juillet lors de Impact Wrestling, il bat dans un match de Bound for Glory Series, avec The Pope, l'équipe composé de Matt Morgan et James Storm. Lors de Hardcore Justice (2011), il perd face au Pope, puis lors d'Impact Wrestling du 18 août, il perd face à Scott Steiner à cause de Samoa Joe. Lors de No Surrender (2011), avec The Pope, ils perdent face à Anarquia et Hernadez pour leurs titres. À Impact Wrestling du 15 septembre, Le Pope, Devon, Tara et Brook Tessmacher battent face à Anarquia, Hernadez, Sarita et Rosita. À Final resolution, il perd avec The Pope contre Crimson et Matt Morgan pour le TNA World Tag Team Championship. La semaine suivante il fait comprendre à ses deux enfants que D'Angelo Dinero a une mauvaise influence sur eux. C'est alors que The Pope dit que les enfants de Devon veulent un exemple cool et se met à ce complimenter lui-même avant de se prendre un coup de Devon. Devon le passe à tabac dans le coin jusqu'au moment où il se prend un coup dans l'entrejambe par Dinero. On voit alors que les enfants de Devon ont choisi leur camp et préfèrent D'Angelo Dinero.

#### Aces & Eights et TNA Television Champion (2012-2013)
Lors de Victory Road 2012, il repond au Challenge lancé par Robbie E et devenu pour la première fois de sa carrière TNA Television Championship. Lors du XPlosion du 4 avril, il conserve son titre contre Kid Kash. Lors de Lockdown 2012 Devon bat Robbie E dans un Lockdown Cage Match pour le TNA Television Championship .Lors d'Impact du 20 avril il gagne contre Gunner et conserve son titre.Lors de Sacrifice 2012 il conserve son titre face à Robbie E et Robbie T. Son contrat avec la TNA est arrivé à son terme, et à quitter depuis début septembre la compagnie.
Lors de Bound For Glory 2012, la Team Aces & Eights bat la Team TNA composée de Sting et Bully Ray dans un Tag Team No Disqualification Match. Après le match, Devon se fait démasquer par Hulk Hogan et fait donc un Heel-Turn. Lors de l'Impact suivant, Sting bat Devon par DQ après qu'Aces & 8's interfèrent en attaquant Sting pour sauver Devon du Scorpion Death Drop.
Lors de l'Impact Wrestling du 6 décembre, il bat Samoa Joe grâce à une intervention d'une mystérieuse blonde et de DoC et remporte pour la 2e fois le Championnat Television de la TNA. Lors de Genesis (2013), Devon bat Joseph Park dans un match simple où le titre TV n'était pas en jeu. Lors de LockDown (2013), les Aces & Eights perdent face à la Team TNA composée de Magnus, Samoa Joe, Eric Young, James Storm et du leader de l'équipe Sting dans un Lethal Lockdown Match. Lors de Slammiversary XI, il perd son titre contre Abyss. Lors du 22 août il est renvoyé de la TNA et est exclu des Aces & Eights.

### Circuit indépendant (2013-2015)
Lors de House of Hardcore 3, lui et Matt Hardy battent Homicide et Eddie Kingston.

### Retour à la Total Nonstop Action Wrestling (2014-2015)

#### TNA Hall of Fame et Départ (2014-2015)
Il fait son retour à la TNA, lors de Slammiversary XII en ce faisant intronisé au TNA Hall of Fame avec Team 3D. Il a été annoncé plus tard qu'il est de retour à la TNA à temps plein.
Le 1er janvier, la TNA annonce son départ de la fédération.

### Retour des Dudley Boyz à la World Wrestling Entertainment (2015-2023)

#### The Dudley Boys réunion (2015-2016)
Le 24 août 2015 à RAW, Bully Ray et lui-même effectuent leurs retours à la WWE et attaquent les champions par équipe, The New Day. Lors de Smackdown de la même semaine, les Dudley Boyz affrontent The Ascension, match qu'ils remportent. Lors de Night of Champions, lui et son partenaire Bully Ray battent The New Day pour les titres par équipe par disqualification. Par conséquent, ils ne remportent pas les titres. Après le match, ils font passer Xavier Woods à travers une table.
Le 22 août 2016 à RAW, Bubba Ray Dudley et lui annoncent leur départ de la WWE ainsi que leur retraite de catch.
Le 22 janvier 2018 lors des 25 ans de Raw, les Dudley Boyz attaquent Heath Slater et le font passer à travers une table avec un 3-D.

#### Producteur, WWE Hall of Fame et départ (2016-2023)
Le 26 septembre 2016, un mois après son départ, Hughes revient à la WWE en tant que producteur dans les coulisses.
Le 6 avril 2018, ils sont intronisés au Hall of Fame de la WWE par Edge et Christian.
Le 19 janvier 2023, il annonce son départ de la WWE.

## Palmarès
- Total Nonstop Action Wrestling
  - 2 fois  TNA Television Championship
  - 1 fois NWA World Tag Team Championship avec Brother Ray en 2007[9]
  - 2 fois TNA World Tag Team Championship avec Brother Ray en 2007[10] et 2009[13]
  - TNA Hall of Fame (2014) - avec Brother Ray

- New Japan Pro Wrestling

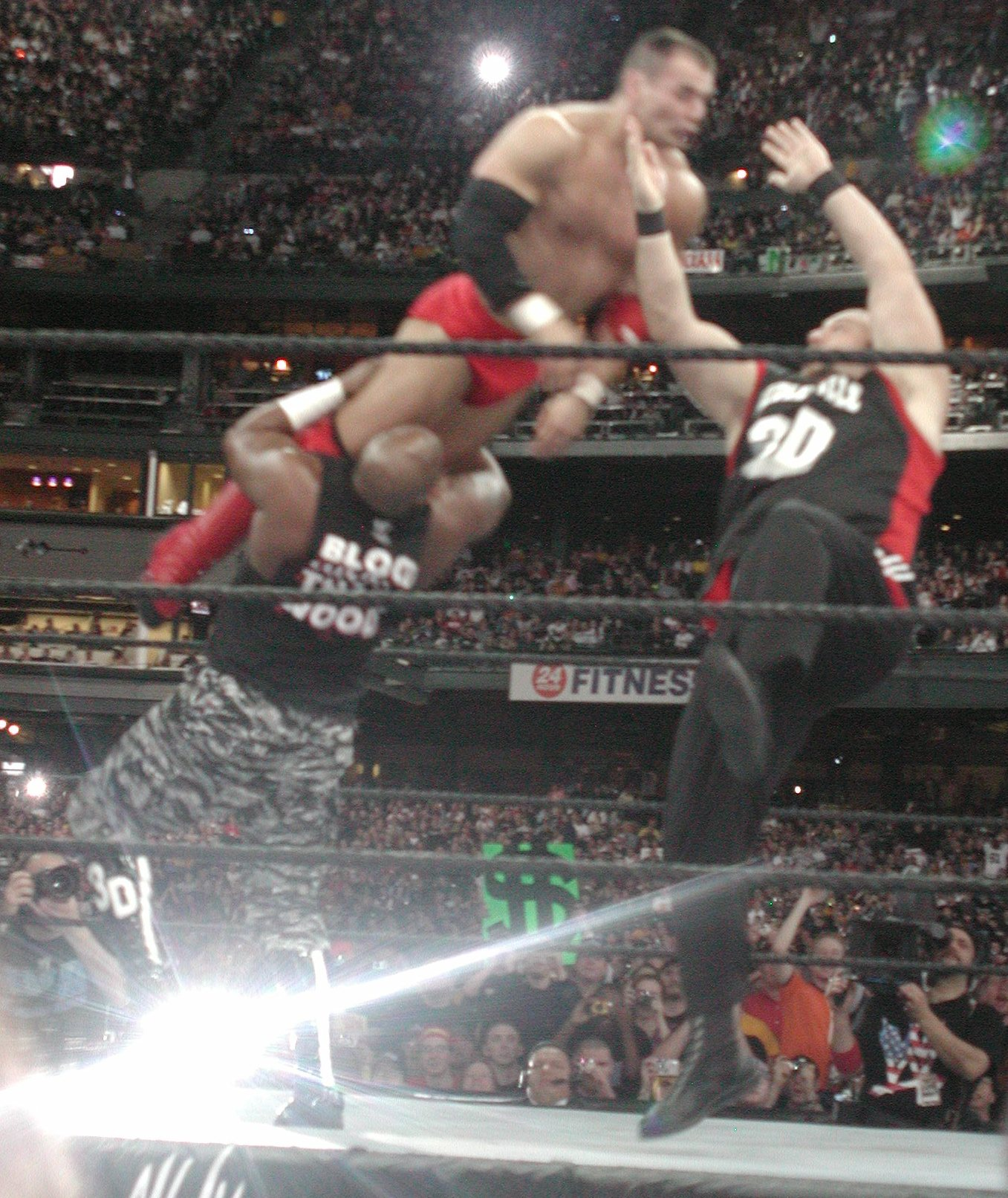
Team 3D exécutant le Dudley Death Drop.

  - IWGP Tag Team Championship : 2 fois en 2009 avec Brother Ray[14]

- All Japan Pro Wrestling
  - Vainqueur du World's Strongest Tag Team League en 2005 avec Brother Ray[15]

- Extreme Championship Wrestling
  - 8 fois ECW World Tag Team Championship avec Buh Buh Ray Dudley[2]

- HUSTLE
  - 1 fois HUSTLE Super Tag Team Championship avec Brother Ray[16]
- Squared Circle Wrestling
  - 1 fois 2CW Tag Team Champion avec Bully Ray
- World Wrestling Federation / Entertainment
  - 1 fois WCW World Tag Team Championship avec Bubba Ray Dudley en 2001[6]
  - 1 fois WWE Tag Team Championship avec Bubba Ray Dudley[17]
  - 8 fois WWF/E World Tag Team Championship avec Bubba Ray Dudley en 2000, 2001 et 2003[7]
  - WWE Hall of Fame 2018 (avec Bubba Ray Dudley)

- World Wrestling Organization
  - 1 fois WWO International Championship[18]*Autres titres
  - 1 fois NEW United States Championship
  - 1 fois NSWA United States Championship[18]
- Pro Wrestling Illustrated
  - Trophée PWI Match of the Year en 2000 avec Bubba Ray Dudley, contre Edge et Christian et The Hardy Boyz[19]
  - Trophée PWI Match of the Year en 2001 avec Bubba Ray Dudley, contre Edge et Christian et The Hardy Boyz[19]
  - Trophée PWI Tag Team of the Year en 2001 avec Bubba Ray Dudley[20]
  - Classé numéro 69 des 500 meilleurs catcheurs en 2003[21]

## Vie privée
Hughes a divorcé de sa femme, Yessi, et a 3 garçons, dont des jumeaux. 